# Droga wojewódzka nr 779
Droga wojewódzka nr 779 (DW779) – droga wojewódzka o długości ok. 1 km w Mszczonowie (powiat żyrardowski, województwo mazowieckie). Przebiega ulicą Dworcową od stacji kolejowej Mszczonów do skrzyżowania z ulicą Grójecką, stanowiącą dawniej fragment drogi krajowej nr 50 (obecnie droga krajowa nr 50 prowadzi wzdłuż obwodnicy Mszczonowa, zaś jej dawny przebieg przez miasto jest drogą wojewódzką). Rejon drogowy: Grodzisk Mazowiecki. Trasa ma klasę drogi Z według Mazowieckiego Zarządu Dróg Wojewódzkich w Warszawie.
Droga na całej długości pozbawiona została kategorii drogi wojewódzkiej na mocy uchwały 116/20 Sejmiku Województwa Mazowieckiego z 8 września 2020 roku.